# Finska Notisbyrån
Finska Notisbyrån (FNB) (finsk: Suomen tietotoimisto, STT) er Finlands nationale nyhedsbureau, beliggende i Helsinki. FNB deltager i den europæiske samarbejdsaftale ved navn Gruppe 39.